# Melhorismo
Melhorismo ou meliorismo (latim melior, melhor) é a ideia de que o progresso é um conceito real que leva a uma melhoria do mundo. Ela afirma que os seres humanos podem, através da sua interferência em processos que de outra forma seriam naturais, produzir um resultado que é uma melhoria em relação ao resultado natural acima mencionado.
O melhorismo, como uma concepção da pessoa e da sociedade, está na base da democracia liberal contemporânea e dos direitos humanos e é um componente básico do liberalismo.
Outra compreensão importante da tradição melhorista vem da tradição pragmática americana. Pode-se ler sobre isso nas obras de Lester Frank Ward, William James e John Dewey. Nas obras de James, entretanto, o melhorismo não aponta para progressismo e/ou otimismo. Para James, o melhorismo fica no meio entre o otimismo e o pessimismo, e trata a salvação do mundo como uma probabilidade e não como uma certeza ou impossibilidade. No caso de uma práxis melhorista, a ativista contemporânea dos pragmáticos Jane Addams despojou os ideais progressistas de qualquer privilégio elitista que apelava a um "progresso lateral" cuja preocupação fosse diretamente com as pessoas comuns.
O melhorismo também foi usado por Arthur Caplan para descrever posições na bioética que são a favor da melhoria de condições que causam sofrimento, mesmo que as condições existam há muito tempo (por exemplo, ser a favor da cura para doenças comuns e ser a favor de terapias antienvelhecimento sérias à medida em elas que são desenvolvidas).
Um conceito intimamente relacionado discutido por Jean-Jacques Rousseau e Marquês de Condorcet é o da perfectibilidade do homem.
Condorcet afirmou: "Tal é o objetivo do trabalho que empreendi; cujo resultado será mostrar, a partir do raciocínio e dos fatos, que não foram fixados limites para o aperfeiçoamento das faculdades humanas; que a perfectibilidade do homem é absolutamente indefinida; que o progresso desta perfectibilidade, doravante acima do controle de qualquer poder que o impeça, não tem outro limite senão a duração do globo sobre o qual a natureza nos colocou". Esta afirmação antecipa o melhorismo de James.
O tratamento de Rousseau é um pouco mais fraco.
Alguns pensadores modernos nesta tradição são Hans Rosling e Max Roser. Roser expressou uma posição melhorista na declaração de missão do Our World in Data (Nosso Mundo em Dados). Ele disse que todas as três afirmações são verdadeiras ao mesmo tempo: "O mundo está muito melhor. O mundo é horrível. O mundo pode ser muito melhor". Tal como William James antes dele, Rosling manteve uma posição intermediária entre o otimismo e o pessimismo, que enfatizava a capacidade da humanidade de melhorar o seu mundo.